# HB Køge (femenino)
El HB Køge Kvindeelite (anteriormente HB Køge Pigefodbold) es un club de fútbol femenino danés con sede en la ciudad de Køge. Fue fundado en 2009 y juega en la Elitedivisionen, máxima categoría del fútbol femenino en Dinamarca. Es la sección femenina del HB Køge, y al igual que éste, juega sus partidos de local en el Capelli Sport Stadion.

## Historia
En enero de 2020, el club se asoció al Capelli Sport y al Slammers FC. Peer Lisdorf, exfutbolista y entrenador del Brøndby IF, fue contratado para dirigir el equipo. El 2 de abril de 2020, el club recibió la confirmación de que se convertiría en la sección femenina del HB Køge a partir del 1 de julio de 2020.
En junio de 2020, el equipo pasó la ronda de clasificación de la Elitedivisionen. Durante muchos años, el Brøndby y el Fortuna Hjørring fueron quienes se repartieron el título de primera división, pero en su debut en la temporada 2020-21, el HB Køge rompió el dominio de estos dos clubes cuando aseguró el campeonato en la última fecha con una victoria sobre Brøndby por 3-1. Así, al cabo de tan solo un año, el club alcanzó uno de sus objetivos de 2020 de clasificarse a la Liga de Campeones en los próximos cinco años.

## Palmarés
| Competición nacional  | Títulos                   | Subcampeonatos |
| --------------------- | ------------------------- | -------------- |
| Elitedivisionen (3/0) | 2020-21, 2021-22, 2022-23 |                |